# Pleurón

Mapa de algunas de las ciudades griegas de las regiones de Etolia y Acarnania en la Antigüedad. Pleurón se ubicaba en Etolia.

Pleurón (en griego, Πλευρών) es el nombre de una antigua ciudad griega de Etolia, que fue mencionada por Homero en el catálogo de las naves de la Ilíada.

## Origen mítico
Según la mitología griega, su fundador epónimo fue Pleurón, hijo de Etolo y Pronoe  y hermano de Calidón, considerado fundador epónimo de la ciudad de Calidón.

## Historia

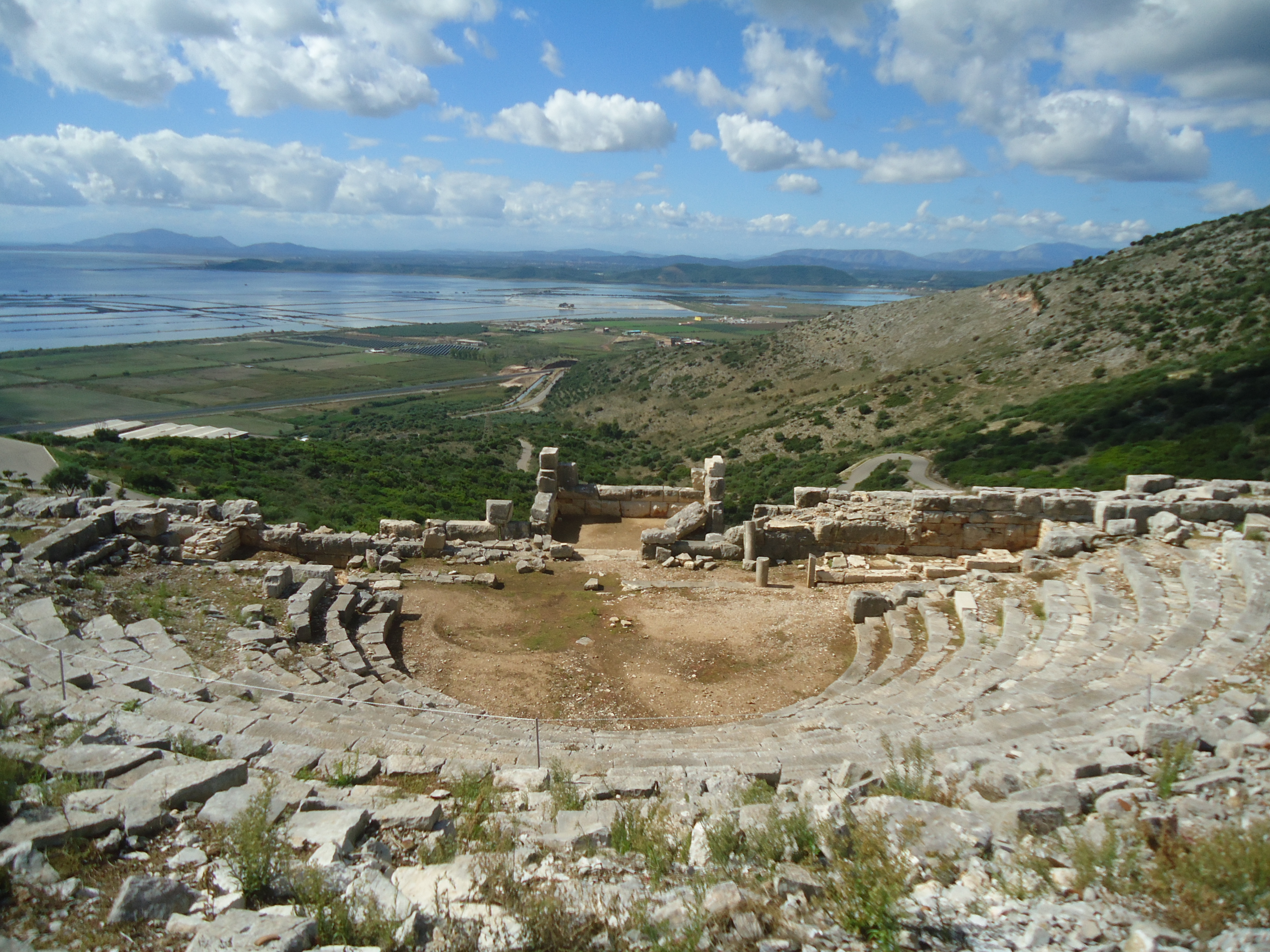
Antiguo teatro de Pleurón.

Tucídides la menciona como parte del territorio que entonces tenía el nombre de Eólide, junto a Calidón y las comarcas vecinas. Fue en esos lugares y en Prosquio donde el ejército espartano de Euríloco se retiró en el verano del año 426 a. C. después de comprobar que no podrían tomar Naupacto por la fuerza.
En el siglo II a. C., bajo la dominación romana, Pleurón pertenecía a la liga aquea, pero después de pedirlo, sus habitantes consiguieron que Roma separara a la ciudad de la liga.
Cuando Etolia quedó dividida en dos partes, la parte montañosa o Epicteto fue asignada a la ciudad de Calidón mientras la parte llana o antigua pertenecía a la de Pleurón.

### Antigua Pleurón y Nueva Pleurón
Estrabón distingue una Antigua Pleurón de una Nueva Pleurón. La más antigua estaba situada en una llanura cerca de Calidón y cerca también del monte Curio, motivo por el cual, según algunos, sus habitantes se llamaban curetes (pero había otras teorías sobre la procedencia de los curetes). La nueva, que se encontraba cerca de Óleno, había sido fundada cerca del monte Aracinto por los habitantes de la antigua por causa de que Demetrio II de Macedonia asolaba su región.

## Localización actual
La Antigua Pleurón se localiza 4 km al noroeste de la actual población de Mesolongi, en dos colinas llamadas Gyftokastro y Petrovuni. La Nueva Pleurón se localiza en torno a Kyria Irini, 3 km al norte de la antigua.